# Torre civica (Forlì)

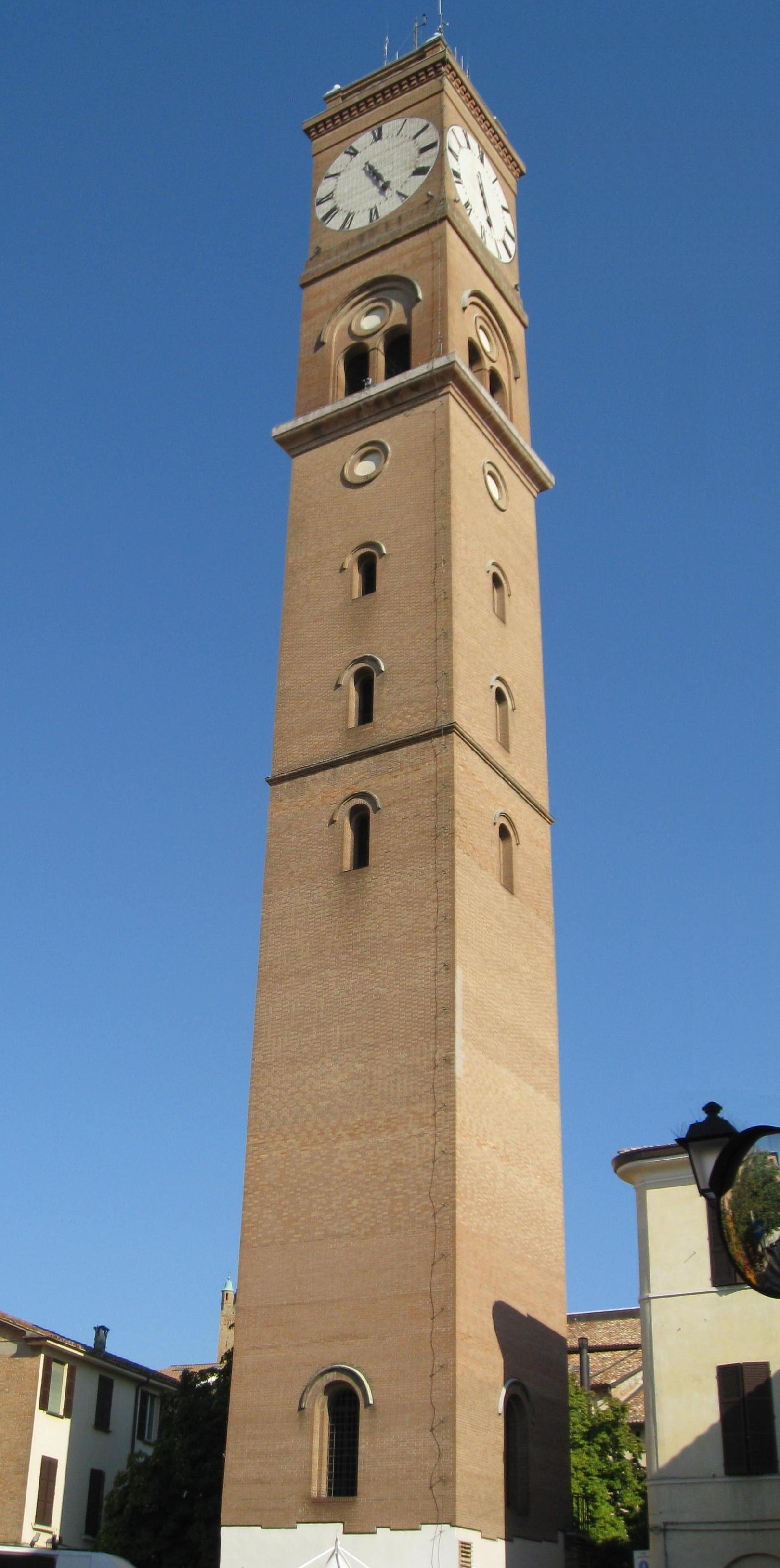
La torre comunale di Forlì

La torre comunale di Forlì come appariva prima che fosse distrutta dai nazisti

I resti della torre dopo l'esplosione

La Torre civica di Forlì (conosciuta anche come torre comunale, torre del Comune, torre del pubblico e torre dell'orologio) è l'alta torre che si erge alle spalle del Palazzo Comunale nel centro della città di Forlì.
Da sempre simbolo del potere e dell'identità comunale, la torre civica è stata abbattuta nel 1944 dai nazisti in ritirata. L'attuale torre che svetta sopra i tetti della città è stata ricostruita negli anni settanta per restituire alla città uno dei simboli più antichi che da sempre hanno contraddistinto il profilo della città.

## Storia
La torre sorge sulle rovine di un'antica torre di avvistamento di origine romana, edificata sulle rive del fiume Montone che al tempo passava per quello che oggi è il centro della città. Attualmente sopravvivono, alla base della costruzione odierna, alcuni resti visibili dell'edificio romano e delle epoche successive.
La torre, con il passare del tempo, fu più volte ingrandita, fino a diventare il simbolo della città quando Forlì, fra il IX e X secolo si resse a libero comune, guadagnando, nei secoli seguenti, sempre maggior potere.
La torre ospita sulla sommità un orologio la cui presenza è attestata da più fonti fin dal XIV secolo.
Le funzioni della torre perciò aumentarono con il passare del tempo: da torre di avvistamento e baluardo cittadino sulla strada maestra, diventò successivamente torre munita di orologio, torre campanaria (annunciare per avvenimenti e pericoli) ma anche carcere temibile. Le cronache medioevali ricordano che la cima della torre destava terrore al solo sguardo: infatti, sebbene ufficialmente fosse destinata a torre per ospitare l'orologio pubblico, vi venivano spesso appese le teste mozzate dei giustiziati perché si potessero vedere da ogni angolo della città. La base della torre ospitava nei sotterranei e nei primi piani una spietata prigione dove spesso si moriva di stenti, come successe a Cecco IV Ordelaffi nel 1466 fatto uccidere dal fratello Pino III Ordelaffi, mentre i sopravvissuti venivano giustiziati per squartamento: i quattro tronconi venivano esposti nei pressi delle porte della città, mentre il capo, conficcato su una picca, veniva esposto sulla cima della torre come macabro avvertimento, e lì vi rimaneva fino a che non fosse caduta. Questo accadde a Giovanni Antonio Feo, uno degli assassini di Giacomo Feo, il cui teschio resistette alle intemperie del tempo dal 1495 al 1498 quando, causa una bufera, si schiantò al suolo.

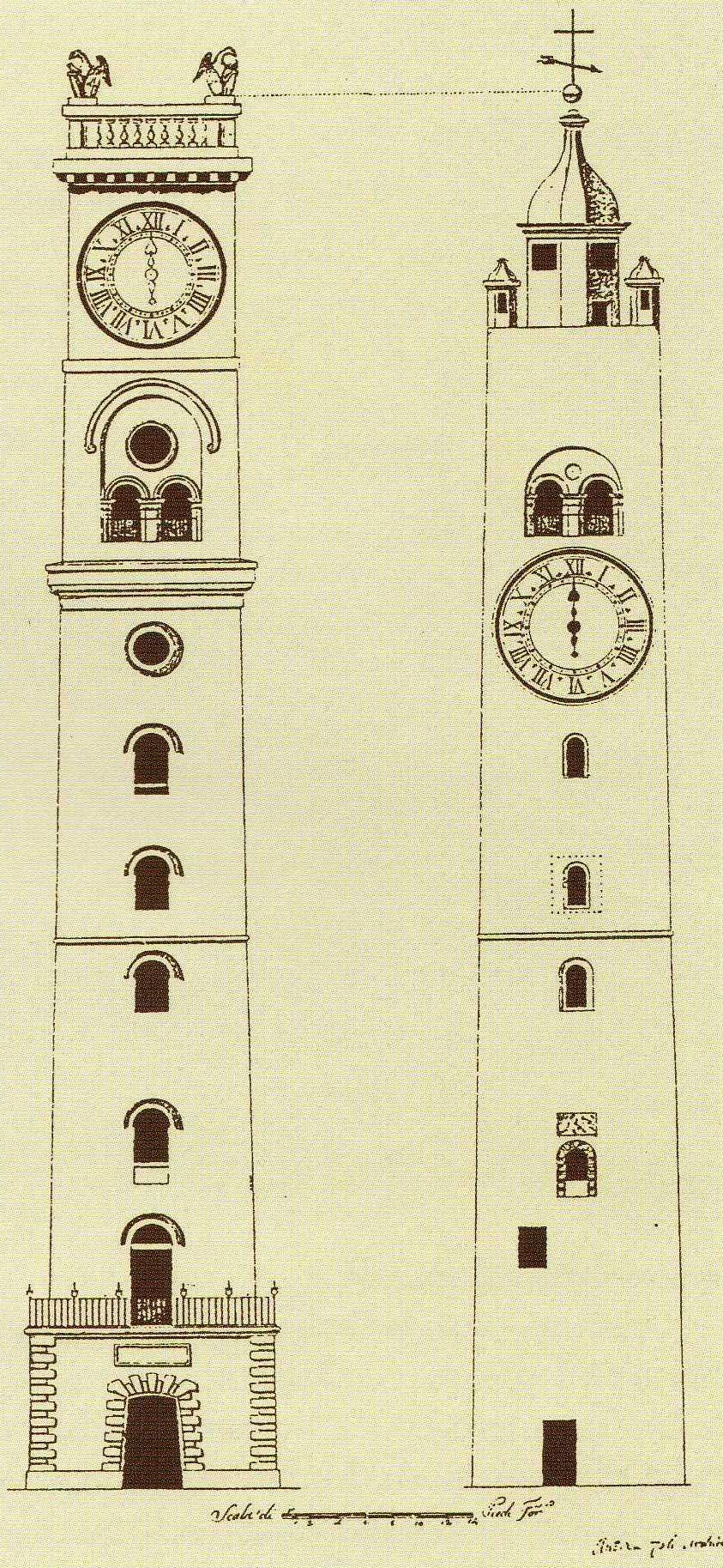
Progetto di Andrea Zoli del 1818: vengono mostrate le variazioni che la torre subisce con il restauro. A destra come la torre appariva prima del restauro. A sinistra dopo il compimento dei lavori. L'edificio, ristrutturato, è stato innalzato e l'orologio è stato collocato più in alto

Con il passare del tempo la funzione di carcere cessò, e la manutenzione si fece sempre più sporadica. Nel 1818 il tempo e l'incuria causarono pericolosi cedimenti strutturali alla sua base. Per bloccarne la progressiva distruzione ed impedirne la caduta il comune delegò un proprio ingegnere, Andrea Zoli, a ristrutturare l'edificio. Il lavoro fu condotto in maniera egregia tanto che nel 1822 l'ingegnere, oltre che a rafforzarne la struttura, ne progettò anche l'innalzamento. Alla fine dei lavori, la torre era stata rafforzata ed innalzata di 16 piedi forlivesi, raggiungendo così l'altezza di 65 m e collocando l'orologio ad un'altezza superiore rispetto al precedente posizionamento.
Alla base della torre, nel 1857, ebbe sede il primo ufficio telegrafico della città.
Passata indenne ai bombardamenti della seconda guerra mondiale, la torre fu però minata dai tedeschi in ritirata. Alle ore 1,45 del 9 novembre 1944 i nazisti in ritirata minarono i principali monumenti della città. L'esplosione delle cariche causò il crollo della torre che, cadendo, distrusse il sottostante teatro il quale non fu mai più ricostruito.
Nei primi anni '70 fu bandita una pubblica sottoscrizione per la ricostruzione della torre. I lavori, iniziati nel 1975, si conclusero nel 1976 con la costruzione della nuova torre.